# محمد ایوب خان
محمد ایوب خان (۱۲۳۴ ـ ۱۲۹۳ش) (۱۸۵۷ – ۷ آوریل ۱۹۱۴م) فرزند شیرعلی خان، که پس از شکست و کناره‌گیری برادرش محمدیعقوب خان، جنگ با نیروهای انگلیس را ادامه داد. او  همچنین با القاب فاتح میوند یا شاهزاده چارلی افغانستان نیز شناخته می‌شود و از ۱۲ اکتبر ۱۸۷۹ تا ۳۱ مه ۱۸۸۰ حاکم ولایت هرات بود. او رهبری نیروهای افغانستان را در جنگ دوم افغان و انگلیس بر عهده داشت و نیروهای انگلیسی را در پیکار میوند شکست داد. 
پس از روی‌کار آمدن عبدالرحمن‌خان، پسرعموی محمد ایوب، در کابل با موافقت انگلیسیها، لشکر این دو در نزدیکی قندهار، باهم برخورد کردند و محمد ایوب شکست خورد. در پی شکست ایوب خان در جنگ قندهار و از دست دادن هرات، او به ایران فرار کرد.
ایوب خان یکبار دیگر نیز تلاش کرد که هرات را تصرف کند ولی نتوانست و با موافقت انگلیس در ۱۸۸۸م/۱۲۶۷ش به هند رفت. ایوب پس از مذاکره با مورتیمر دیورند، سفیر بریتانیا در تهران، به مستمری‌بگیر راج بریتانیا تبدیل شد و تا مرگش در سال ۱۹۱۴ در لاهور، مرکز ایالت پنجاب اقامت داشت. او در پیشاور دفن شد و تا زمان مرگ دارای ۱۱ زن، پانزده پسر و ده دختر بود. یکی از نوه‌های او به نام سردار حسام محمود الافندی سرتیپ نیروی زمینی پاکستان بود. او در افغانستان به عنوان «قهرمان ملی افغانستان» شناخته می‌شود.